# Vigántpetend
Vigántpetend est un village et une commune du comitat de Veszprém en Hongrie.